# Myospalax
Myospalax é um gênero de roedores da família Spalacidae. Pode ser encontrado na China, Mongólia e Rússia.

## Espécies
- Myospalax aspalax (Pallas, 1776)
- Myospalax myospalax (Laxmann, 1773)
- Myospalax psilurus (Milne-Edwards, 1874)
- † Myospalax pseudarmandi
- † Myospalax sinensis
- † Myospalax wongi
- † Myospalax youngi Teilhard de Chardin, 1940